# Mookie Betts
Markus Lynn Betts (ur. 7 października 1992) – amerykański baseballista występujący na pozycji prawozapolowego w Los Angeles Dodgers.

## Przebieg kariery

### Minor League Baseball
W czerwcu 2011 został wybrany w piątej rundzie draftu przez Boston Red Sox. Zawodową karierę rozpoczął w GCL Red Sox (poziom Rookie), następnie w 2012 grał w Lowell Spinners (Class A-Short Season). W sezonie 2013 występował w Grennville Drive (Class A) i Salem Red Sox (Class A-Advanced).  W 2013 został wybrany najlepszym ofensywnym zawodnikiem organizacji. 1 kwietnia 2014 został zawodnikiem Portland Sea Dogs (Double-A), zaś dwa miesiące później Pawtucket Red Sox (Triple-A).

### Major League Baseball
28 czerwca 2014 został powołany do składu Boston Red Sox i dzień później zadebiutował w Major League Baseball w meczu przeciwko New York Yankees, w którym zaliczył single'a. 2 lipca 2014 w meczu z Chicago Cubs zdobył pierwszego home runa, zaś 29 sierpnia 2014 w meczu z Tampa Bay Rays pierwszego grand slama w MLB.
W lipcu 2016 został wybrany do wyjściowego składu AL All-Star Team. 14 sierpnia 2016 po raz drugi w sezonie rozegrał mecz, w którym zdobył trzy home runy, zostając drugim zawodnikiem w historii klubu (po Tedzie Williamsie), który tego dokonał. W tym samym roku został po raz pierwszy w swojej karierze wyróżniony spośród prawozapolowych, otrzymując Złotą Rękawicę i Silver Slugger Award.
2 lipca 2017 w wygranym przez Red Sox 15–1 meczu z Toronto Blue Jays wyrównał rekord MLB spośród leadoff hitterów (pierwszy zawodnik na liście pałkarzy), zaliczając 8 RBI; statystykę wprowadzono jako oficjalną w 1920 roku. W lipcu 2017, początkowo wybrany jako rezerwowy w drużynie gwiazd American League, został przesunięty do wyjściowego składu, zastępując kontuzjowanego Mike’a Trouta.
27 lipca 2018 w meczu przeciwko Minnesota Twins zdobył pierwszego w MLB walk-off home runa. 8 sierpnia 2018 w spotkaniu z Toronto Blue Jays został dwudziestym drugim zawodnikiem w historii klubu, który zaliczył cycle. 26 września 2018 w meczu z Baltimore Orioles osiągnął pułap 30 skradzionych baz i został 40. baseballistą w historii MLB i drugim w historii klubu, który wstąpił do 30–30 club. W sezonie 2018 został najlepszym uderzającym w MLB ze średnią 0,346 i został wybrany najbardziej wartościowym zawodnikiem w American League.
W lutym 2020 w ramach wymiany zawodników przeszedł do Los Angeles Dodgers, z którym w sezonie 2020 wygrał World Series.

## Nagrody i wyróżnienia
| Nagroda/wyróżnienie         | Lata                   | Źródło        |
| MVP American League         | 2018                   | [ 16 ]        |
| 4× All-Star                 | 2016, 2017, 2018, 2019 | [ 6 ] [ 11 ]  |
| 4× Gold Glove Award         | 2016, 2017, 2018, 2019 | [ 1 ] [ 8 ]   |
| 3× Silver Slugger Award     | 2016, 2018, 2019       | [ 1 ] [ 9 ]   |
| 2× zwycięzca w World Series | 2018, 2020             | [ 18 ] [ 19 ] |